# Южноазиатские зимние игры 2011
1-е Южноазиатские зимние игры состоялись в Дехрадуне и Аули в Гималайском штате Уттаракханд (Индия) в 2011 году. Это было крупнейшим спортивным событием в истории Дехрадуны и Аули. Церемония открытия состоялась 10 января, а закрытия — 16 октября. 150 спортсменов из 7 стран приняли участие в состязаниях по 4 видам спорта.

## Виды спорта
- Горные лыжи
- Лыжные гонки
- Сноуборд (вид спорта)
- Шорт-трек

В качестве демонстрационных видов спорта были представлены: 
- Хоккей с шайбой
- Фигурное катание* планировался как официальный вид спорта, но только команда Индии смогла выступить в данной дисциплине, так что он стал демонстрационным видом спорта на этих играх.

## Страны-участницы
- Бангладеш (2)
- Индия (95)
- Бутан (10)
- Мальдивы (7)
- Непал (8)
- Пакистан (22)
- Шри-Ланка (1)

В скобках - количество спортсменов, которое приняло участие в играх той или иной страны. 

Афганистан не смог принять участие в играх.

## Итоги Игр
| Место | Страна    | Золото | Серебро | Бронза | Всего |
| ----- | --------- | ------ | ------- | ------ | ----- |
| 1     | Индия     | 11     | 10      | 12     | 33    |
| 2     | Пакистан  | 1      | 3       | 1      | 5     |
| 3     | Шри-Ланка | 1      | 0       | 0      | 1     |
|       | Всего     | 13     | 13      | 13     | 39    |